# Cuenta de Borda
La cuenta de Borda o recuento Borda[cita requerida] es un proceso electoral propuesto por el matemático francés Jean-Charles de Borda en 1770. En la cuenta de Borda, cada papeleta asigna un puntaje a cada candidato, dependiendo de la posición que tengan en el orden de preferencias de esa papeleta i.e. mientras más preferente, más puntos. Por ejemplo, si hay un número m de candidatos, el primer candidato en el orden recibe m-1 puntos, el segundo m-2 puntos, así sucesivamente hasta que el último candidato en el orden recibe cero puntos. Cada papeleta genera un puntaje, y luego todos estos son sumados para obtener los puntajes finales de cada candidato. 
La cuenta de Borda es fácil de implementar pero no satisface el criterio de Condorcet. Tiene una debilidad particular en que su resultado puede estar fuertemente influenciado por la nominación de candidatos que no tienen ninguna oportunidad de ser elegidos.

## Proceso
Se elige un número n igual o inferior al número de candidatos. Cada elector hace una lista de n candidatos por orden de preferencia.
| Preferencia | Candidato | Fórmula | Puntaje |
| ----------- | --------- | ------- | ------- |
| 1°          | Andrés    | n       | 5       |
| 2°          | Berta     | n-1     | 4       |
| 3°          | Camilo    | n-2     | 3       |
| 4°          | David     | n-3     | 2       |
| 5°          | Elizabeth | n-4     | 1       |

Al primero de la lista se le atribuyen n puntos, al segundo n - 1 y así sucesivamente, hasta el n de la lista al que se asigna 1 punto. El resultado de cada candidato es la suma de los puntos que haya obtenido. Será elegido el o los candidatos que obtengan mayor número de puntos. 
En caso de que n = 1, será el sistema de elección mayoritaria a una vuelta.

## Ejemplo
Imaginemos que a cuatro poblaciones se les pide que voten para determinar en cual de entre ellas se construirá un hospital para la zona.
Imaginemos por otro lado que en la población A reside el 42% de los votantes, en la población B el 26% de los votantes, en la población C 15% de los votantes y en la población D 17% de los votantes.
Es lógico pensar que cada votante desearía que el hospital esté lo más cerca posible de su domicilio, por lo que se obtendría la siguiente clasificación:
| Factor          | población A (42 %)                              | población B (26 %)                              | población C (15 %)                              | población D (17 %)                              |
| --------------- | ----------------------------------------------- | ----------------------------------------------- | ----------------------------------------------- | ----------------------------------------------- |
| 4 × 3 × 2 × 1 × | población A población B población C población D | población B población C población D población A | población C población D población B población A | población D población C población B población A |

Lo que lleva a al recuento de puntos siguiente:
| Población | 4 × | 3 ×     | 2 ×     | 1 ×          | Puntos                                  |
| --------- | --- | ------- | ------- | ------------ | --------------------------------------- |
| A         | 42  | 0       | 0       | 26 + 15 + 17 | 4 × 42 + 1 × (26 + 15 + 17) = 226       |
| B         | 26  | 42      | 15 + 17 | 0            | 4 × 26 + 3 × 42 + 2 × (15 + 17) = 294   |
| C         | 15  | 26 + 17 | 42      | 0            | 4 × 15 + 3 × (26 + 17) + 2 × 42 = 273   |
| D         | 17  | 15      | 26      | 42           | 4 × 17 + 3 × 15 + 2 × 26 + 1 × 42 = 207 |

Mientras que el sistema mayoritario simple hubiera llevado a construir el hospital en la población A, aquí la elección la gana la población B. En el caso propuesto, la elección coincidiría con la obtenida utilizando el sistema Condorcet, pero no siempre sería así.

## Usos del recuento Borda
- En las elecciones parlamentarias de Eslovenia, se usa el método Borda para elegir a los representantes de las minorías italiana y húngara.
- En Nauru, para las elecciones legislativas.
- En Kiribati, para las primarias presidenciales.
- En el Festival de la Canción de Eurovisión se utiliza un sistema derivado, en el que cada país escoge 10 canciones y les otorga una puntuación que va desde 1 a 8, 10 y 12 puntos.